# ColecoVision
Il ColecoVision è una console per videogiochi di seconda generazione prodotta da Coleco e commercializzata negli Stati Uniti d'America a partire dal mese di agosto del 1982 sino al 1984, distribuita in Europa  da CBS come CBS ColecoVision.
Allegato alla console c'era un adattamento del videogioco arcade Donkey Kong, che contribuì al successo iniziale del ColecoVision. Il maggior antagonista della console fu l'Atari 5200 che, nonostante fosse tecnicamente superiore al ColecoVision, riscosse un minor successo commerciale; anche il Mattel Intellivision non riuscì a far registrare i record di vendita del ColecoVision.
Venne ritirata dal mercato dopo la crisi dei videogiochi del 1983. Fino ad allora ne furono prodotte complessivamente 6 milioni di unità.

## Storia
La società Coleco era stata fondata nel 1932 e produceva scarpe e borse di pelle. Nel giro di qualche decennio iniziò a produrre piscine per esterni e oggetti ricreativi e sportivi, divenendo leader del mercato. Nel 1968 acquistò la Eagle Toys, che produceva flipper e giochi elettromeccanici. Successivamente Coleco decise di inserirsi nel mercato dei videogiochi con il Telstar, venduto a 50 dollari: grazie al prezzo ed alla rete di distribuzione divenne uno dei concorrenti della console Atari 2600.
Nel 1982 Coleco presentò l'erede del Telstar, una console con caratteristiche tecniche tali da poter riprodurre con fedeltà la qualità dei giochi arcade dell'epoca. Il ColecoVision fu lanciato con abbinata la conversione di Donkey Kong e 12 giochi già disponibili mentre altri 10 furono disponibili entro la fine dell'anno.
In tutto, furono realizzati circa 145 giochi differenti, distribuiti su cartuccia, la maggior parte dei quali erano conversioni di famosi giochi da bar quali Zaxxon, Donkey Kong Junior, Carnival, Lady Bug, Mouse Trap, Smurf: Rescue in Gargamel's Castle e Spy Hunter, il titolo meglio convertito.
Dal lancio alla fine del 1982 furono vendute circa 550.000 console, grazie anche a Donkey Kong, il gioco abbinato alla console.
Agli inizi del 1983 le vendite superarono 1 milione di unità, ma poi arrivò la crisi dei videogiochi del 1983 e, fino al primo trimestre 1984, il ColecoVision fece registrare solo un altro milione di console vendute. A metà del 1984 Coleco decise di chiudere il suo reparto dei videogiochi, ritirandosi definitivamente dal quel mercato alla fine dell'estate del 1985.
Nel 1986 Bit Corporation produsse un clone del ColecoVision chiamato Dina, venduto anche negli Stati Uniti d'America da Telegames come Telegames Personal Arcade.
River West Brands detiene attualmente i diritti sul marchio ColecoVision.

## Hardware

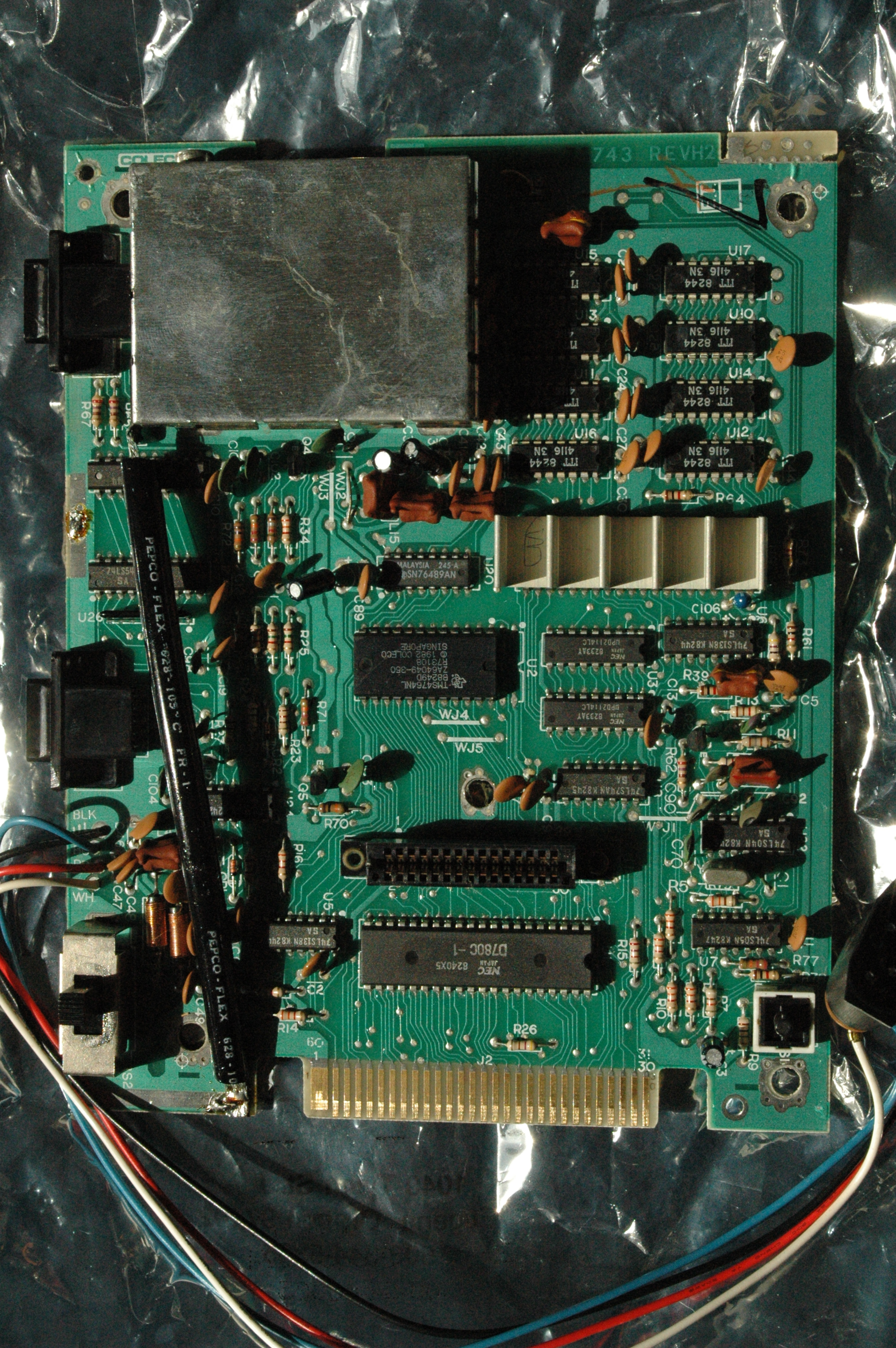
Scheda elettronica del ColecoVision.

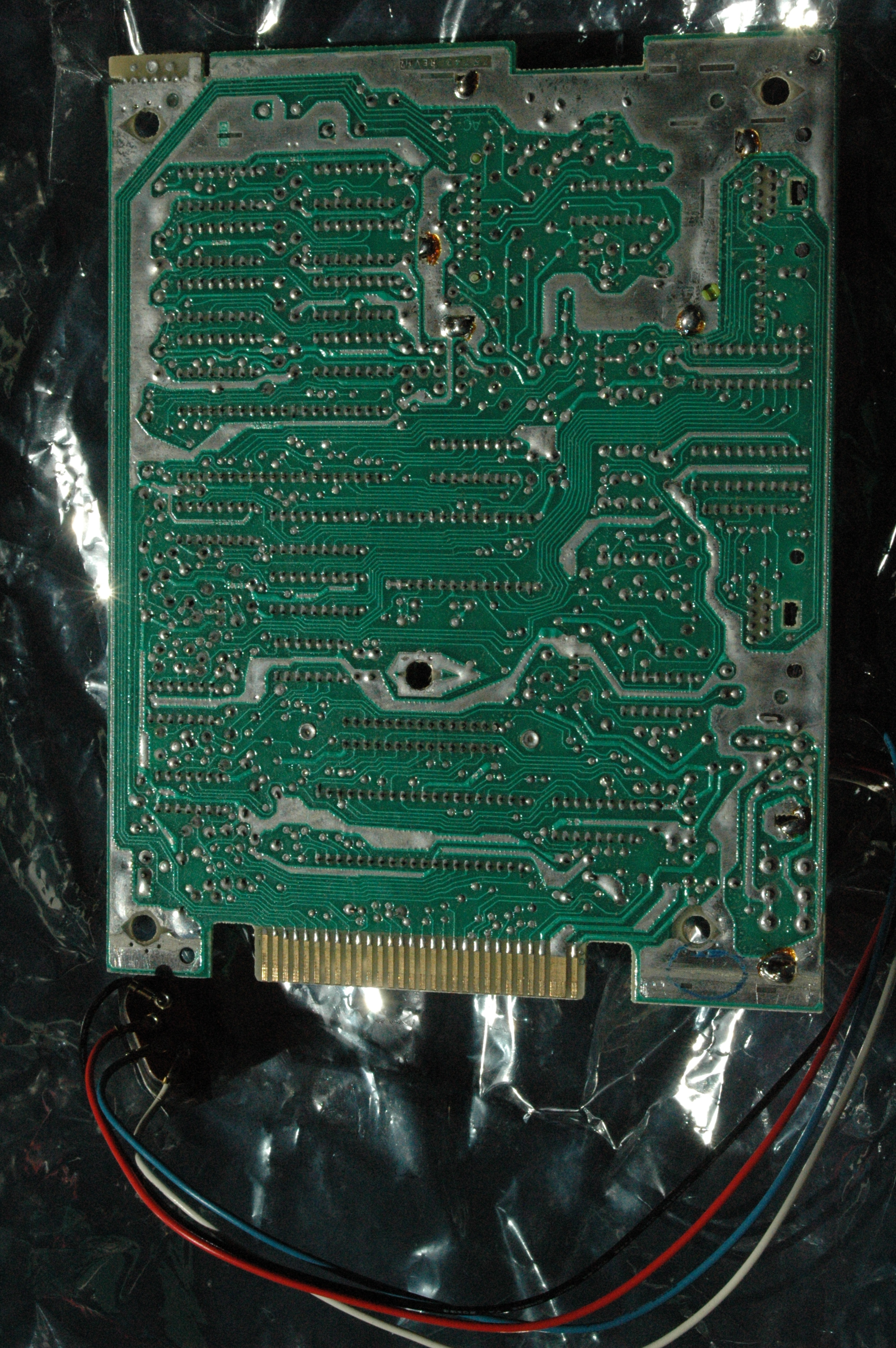
Scheda elettronica del ColecoVision (vista posteriore).

La console è costituita da un contenitore rettangolare di plastica di dimensioni 35×20×5,5 cm in cui è alloggiata la scheda elettronica: sul lato posteriore sono presenti i connettori dell'alimentazione e l'uscita per collegare la console a un televisore, sulla parte superiore è presente la fessura entro cui introdurre le cartucce dei giochi mentre a sinistra vengono alloggiati i gamepad. Questi ultimi sono simili ai controller del Mattel Intellivision, di forma rettangolare, con un tastierino numerico e dei pulsanti. Al posto del controllo circolare presente sull'Intellivision, il controller del ColecoVision ha un piccolo joystick. Sul tastierino numerico può essere montata una piccola maschera in plastica per mappare i tasti in particolari giochi. Ogni console veniva venduta con 2 controller.
Il ColecoVision è compatibile anche con i joystick dell'Atari 2600, a parte il fatto che questi sono dotati di un solo pulsante, quindi non sono comunque sufficienti per i giochi che richiedono più pulsanti.
Tutte le cartucce giochi prodotte da Coleco e molte di quelle prodotte da altre società presentano una pausa di 12 secondi prima dell'avvio del gioco: questa pausa è stata inserita intenzionalmente nel BIOS della console e serve soltanto a visualizzare il nome ColecoVision. Alcuni produttori di giochi, quali Parker Brothers, Activision e Micro Fun, pubblicarono dei titoli che saltano questa pausa, inserendo le porzioni del BIOS che servono all'interno delle loro cartucce.
Il ColecoVision è basato sulla stessa CPU e sullo stesso processore video della console Sega SG-1000 e dei computer MSX, anche se questi ultimi adottano un diverso chip sonoro, l'AY-3-8910. La console Sega Master System adotta la stessa CPU e lo stesso chip sonoro del ColecoVision, ma un processore video leggermente diverso, il TMS9918. Per questo motivo non fu difficile adattare un gioco da un sistema all'altro e furono presentati emulatori che permettevano di far girare i giochi ColecoVision sugli MSX.

### Caratteristiche tecniche
- CPU: NEC D780C-1, clone dello Zilog Z80A, operante alla frequenza di 3,58 MHz
- processore video: Texas Instruments TMS9928A
  - risoluzione di 256×192 pixel
  - 32 sprite
  - 16 colori
- processore audio: Texas Instruments SN76489A
  - 3 voci
  - 1 generatore di rumore bianco
- VRAM: 16 KB
- RAM: 1 KB
- ROM: 8 KB
- Supporto: cartucce ROM da 8/16/24/32 KB

### Moduli di espansione e accessori

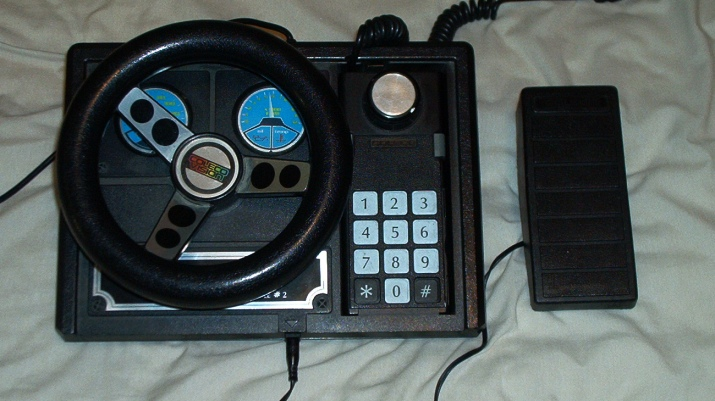
Expansion Module #2

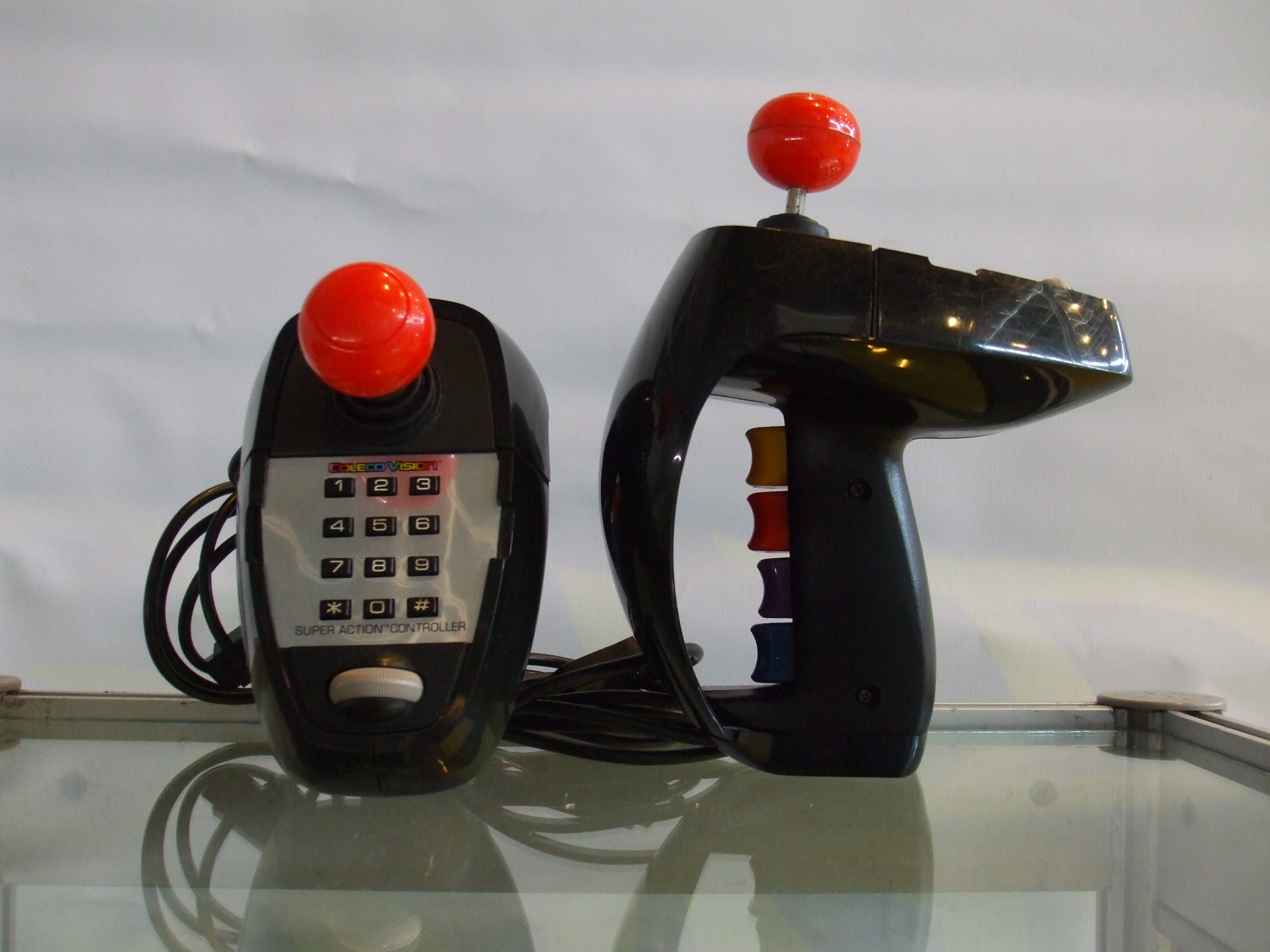
Super Action Controller

Coleco mise in commercio una serie di moduli di espansione per il ColecoVision collegabili tramite la porta Expansion Module Interface presente sulla parte frontale della console.

#### Commercializzati
- Expansion Module #1: questo modulo rende il ColecoVision compatibile con l'Atari 2600, permettendo di usare le cartucce giochi prodotte per questa console. Atari cercò di fermare la commercializzazione del modulo senza riuscirci, perché la sua console 2600 poteva essere riprodotta in tutti i suoi componenti. La stessa Coleco mise in commercio un clone della console di Atari denominato Coleco Gemini.

- Expansion Module #2: questo accessorio è un volante con il pedale dell'acceleratore, uscito nel 1984 in abbinamento a un adattamento del gioco arcade Turbo. Il pedale del gas è un semplice interruttore aperto/chiuso per cui molti giochi usano il secondo controller come leva del cambio per un controllo più preciso della velocità. Sulla base del volante c'è infatti un alloggiamento per il controller, alla destra del volante. Da notare che nonostante Coleco chiamasse questa periferica "Expansion Module" essa si collega alla console tramite una delle porte di connessione dei gamepad e non dall'apposita porta di espansione.[15] La periferica non suscitò l'interesse degli sviluppatori, e oltre a Turbo uscirono solo altri due giochi che la supportano: The Dukes of Hazzard e Destructor (che non è neppure un classico gioco di guida, ma più un gioco di labirinto).[16]

- Expansion Module #3: esso converte la console nel computer Adam prodotto sempre da Coleco. Il modulo comprende una tastiera, una piccola stampante e 2 lettori di cassette a nastro.

- Il Roller Controller è una trackball che veniva offerta con una cartuccia del gioco Slither, un clone di Centipede. Questo controller usa uno speciale connettore di alimentazione che non è compatibile con il modulo Expansion Module #3 (il computer Adam). Per rimediare a questo, Coleco spedì un adattatore a tutti i possessori di entrambi i moduli.[17] Il Roller Controller è compatibile anche con i giochi Victory, Omega Race e Wargames.

- Il Super Action Controller Set è un pacchetto comprendente 2 particolari joystick e il gioco Super Action Baseball. Ogni joystick ha 4 pulsanti, un tastierino a 12 tasti, e uno "speed roller".[18] I controller Super Action sono compatibili anche con i giochi Super Action Football, Rocky, Super Action Boxing e una conversione del gioco Front Line.

#### Non commercializzati
- Il Super Game Module (SGM) avrebbe dovuto permettere l'esecuzione di "super giochi" all'Exatron Stringy Floppy, uno speciale lettore a nastro.[19] Nonostante la campagna pubblicitaria condotta da Coleco e la presentazione di un prototipo del modulo fatta al "New York Toy Show" del 1983, questo modulo non fu mai prodotto: sembra che il motivo della cancellazione dell'SGM sia da ascrivere a dei problemi di lettura dei nastri, che fecero riprogettare il dispositivo basandolo su un lettore SelectaVision prodotto da RCA.[20] L'SGM fu poi riprogettato e venduto come Expansion Module #3 (il computer Adam).

## Videogiochi

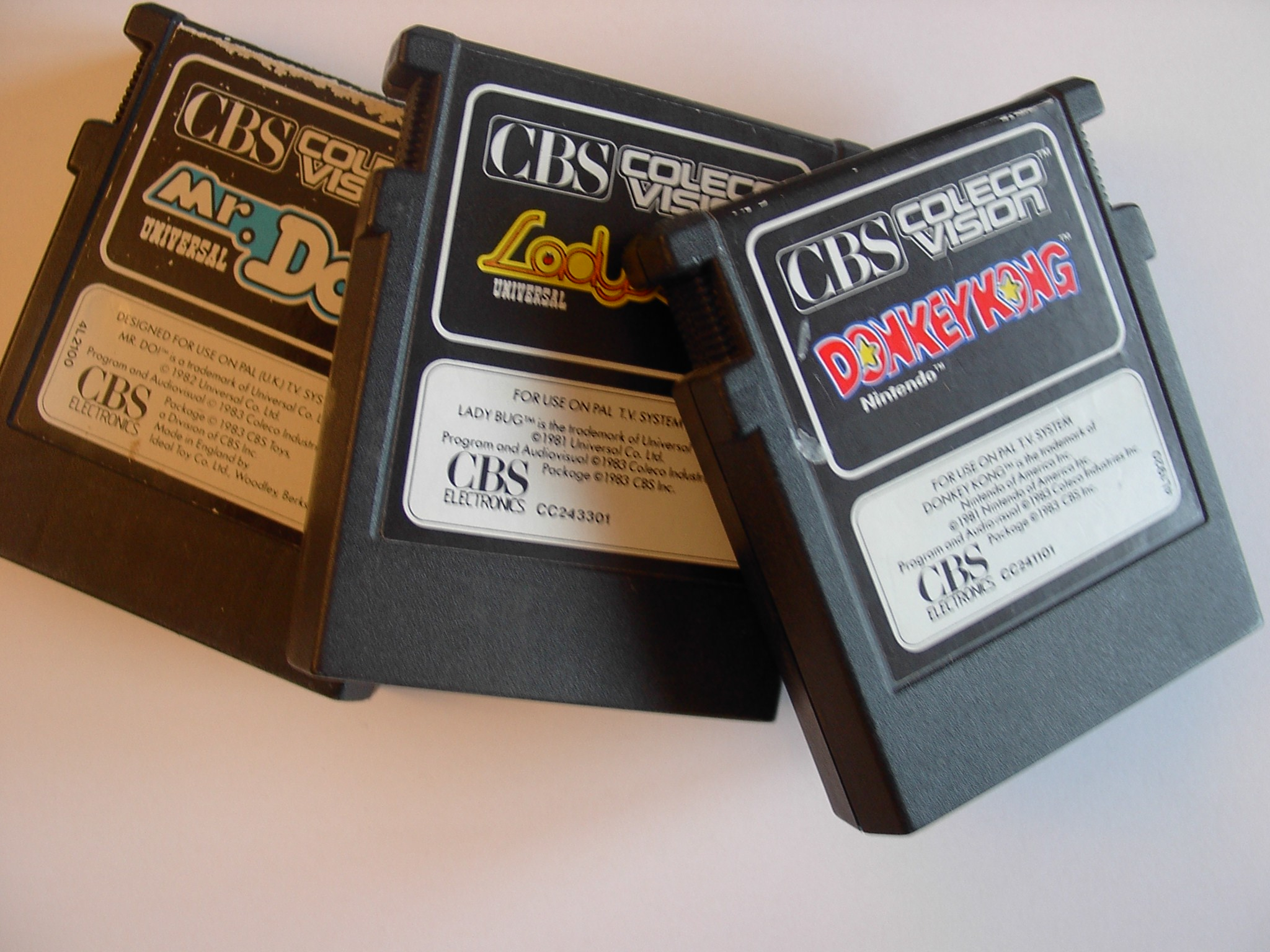
Alcune cartucce di conversioni di famosi arcade

La console si fece spesso notare per le buone conversioni di arcade, ma sono molti anche i prodotti originali. La rivista britannica Retro Gamer ricorda come 10 dei migliori giochi: BurgerTime, Fortune Builder, Gorf, Turbo, River Raid, Frenzy, Wargames, Jumpman Junior, Pepper II, Donkey Kong Jr..
In tutto i singoli giochi pubblicati ufficialmente nel periodo di vita commerciale della console sono circa 140.

### Giochi recenti
Ai giochi storici si aggiungono oltre 200 cartucce prodotte per il retrogaming, anche più di trent'anni dopo.
Nel 1996 un programmatore di nome Kevin Horton ha pubblicato il primo gioco homebrew per il ColecoVision, un clone di Tetris denominato Kevtris.
Nel 1997 Telegames ha pubblicato Personal Arcade Vol. 1, una raccolta di giochi per il ColecoVision per i sistemi Windows,, mentre nel 1998 il suo seguito, Colecovision Hits Volume One.